# 塞佩达拉莫拉
塞佩达拉莫拉，是西班牙卡斯蒂利亚-莱昂阿维拉省的一个市镇。 总面积31km2, 总人口126人（2001年），人口密度4人/km2。